# Carlos Guillermo Armendariz
Carlos Guillermo Armendariz fue un futbolista argentino. Se desempeñaba en el puesto de delantero y su primer club fue Rosario Central.

## Carrera
Tuvo su debut el 8 de diciembre de 1940, en un encuentro ante Vélez Sarsfield, que finalizó con victoria del Fortín 3-2; el técnico de Central era el húngaro Emérico Hirschl. Durante 1941 jugó 3 encuentros y marcó 2 goles en partidos consecutivos: ante San Lorenzo de Almagro por la 8ª fecha del campeonato de Primera División y frente a River Plate en la 9ª. También jugó la final de la Copa Ibarguren en su edición de 1940, que finalizó con triunfo de Boca Juniors.

## Estadística
| Año  | Torneo                         | PJ | Goles |
| ---- | ------------------------------ | -- | ----- |
| 1940 | Campeonato de Primera División | 2  | 0     |
|      | Copa Ibarguren                 | 1  | 0     |
| 1941 | Campeonato de Primera División | 3  | 2     |

## Clubes
| Club            | País      | Año       |
| --------------- | --------- | --------- |
| Rosario Central | Argentina | 1940-1941 |